# Miniodes discolor
Miniodes discolor är en fjärilsart som beskrevs av Achille Guenée 1852. Miniodes discolor ingår i släktet Miniodes och familjen nattflyn. Inga underarter finns listade i Catalogue of Life.